# Oligostigma semimarginale
Oligostigma semimarginale là một loài bướm đêm trong họ Crambidae.